# Fred Moudani-Likibi
Fred Moudani-Likibi (* 10. Mai 1999 in Savigny-le-Temple) ist ein französischer Leichtathlet, der sich auf das Kugelstoßen spezialisiert hat.

## Sportliche Laufbahn
Erste internationale Erfahrungen sammelte Fred Moudani-Likibi bei den 2016 erstmals ausgetragenen Jugendeuropameisterschaften in Tiflis, bei denen er mit einer Weite von 17,96 m den zehnten Platz im Kugelstoßen belegte. 2018 schied er bei den U20-Weltmeisterschaften in Tampere mit 17,23 m in der Qualifikationsrunde aus und auch bei den U23-Europameisterschaften in Tallinn verpasste er mit 17,89 m den Finaleinzug. Im Jahr darauf wurde er bei den Mittelmeerspielen in Oran mit 18,89 m Zehnter und 2023 wurde er bei der 1. Liga der Team-Europameisterschaft im Zuge der Europaspiele in Chorzów mit 19,65 m Siebter. Anschließend schied er bei den Weltmeisterschaften in Budapest mit 18,88 m in der Qualifikationsrunde aus.
2023 wurde Moudani-Likibi französischer Meister im Kugelstoßen.

## Persönliche Bestweiten
- Kugelstoßen: 20,54 m, 7. Juni 2023 in Austin
  - Kugelstoßen (Halle): 20,51 m, 4. Februar 2023 in Blacksburg (französischer Rekord)